# Red Hot Skate Rock
Red Hot Skate Rock è un minifilm di 30 minuti, girato nel 1988 dalla Vision Streetwear.

## Il video
Contiene 8 canzoni eseguite dal vivo dai Red Hot Chili Peppers, e include anche performance degli skateboarders Tony Hawk, Steve Caballero e Chris Miller. Dapprima pubblicato su VHS, in seguito fu ritirato dal commercio.
La Vision ha ripubblicato il film su DVD nel 2002, attraverso il proprio sito ufficiale e sotto il titolo Vision: Vision DVD Volume 2. Il DVD contiene in più altre esibizioni su skateboard.
Red Hot Skate Rock mostra una delle ultime performance del primo chitarrista dei Red Hot, Hillel Slovak, prima che morisse per overdose.

## Tracce
1. Out In L.A.
2. Me And My Friends
3. Blackeyed Blonde
4. Fight Like A Brave
5. Catholic School Girls Rule/What Is Soul?/Whole Lotta Love/Back In Black
6. Mommy Where's Daddy
7. Love Trilogy
8. Fire